# Open GDF SUEZ de la Porte du Hainaut 2012
L'Open GDF SUEZ de la Porte du Hainaut 2012 è stato un torneo di tennis facente parte della categoria ITF Women's Circuit nell'ambito dell'ITF Women's Circuit 2012. Il torneo si è giocato a Denain in Francia dal 2 al 7 luglio 2012 su campi in terra rossa e aveva un montepremi di $25,000.

## Vincitori

### Singolare
Kristína Kučová ha battuto in finale  Michaela Honcová con il punteggio di 6–2, 1–6, 6–2

### Doppio
Myrtille Georges /  Céline Ghesquière hanno battuto in finale  Michaela Honcová /  Isabella Šinikova con il punteggio di 6–4, 6–2